# Сучасна освіта в Україні (виставка)
«Сучасна освіта в Україні» — міжнародна виставка навчальних закладів. Була першим подібним заходом у незалежній Україні. Проводилася щорічно в Києві з 1997 по 2013 роки. У виставці брали участь практично всі вищі навчальні заклади України, у тому числі Київський національний університет імені Тараса Шевченка та Національний університет «Києво-Могилянська академія». 

## Історія
Виставка створювалася щоб допомогти майбутнім абітурієнтам обрати заклад для здобуття вищої освіти. Користувалася популярністю, в 2006 році захід прийняв майже 20 000 гостей, а в 2011 виставку відвідало близько 10 000 осіб. 
В 2012 року виставка проводилася 15–17 лютого в Національному центрі «Український дім»

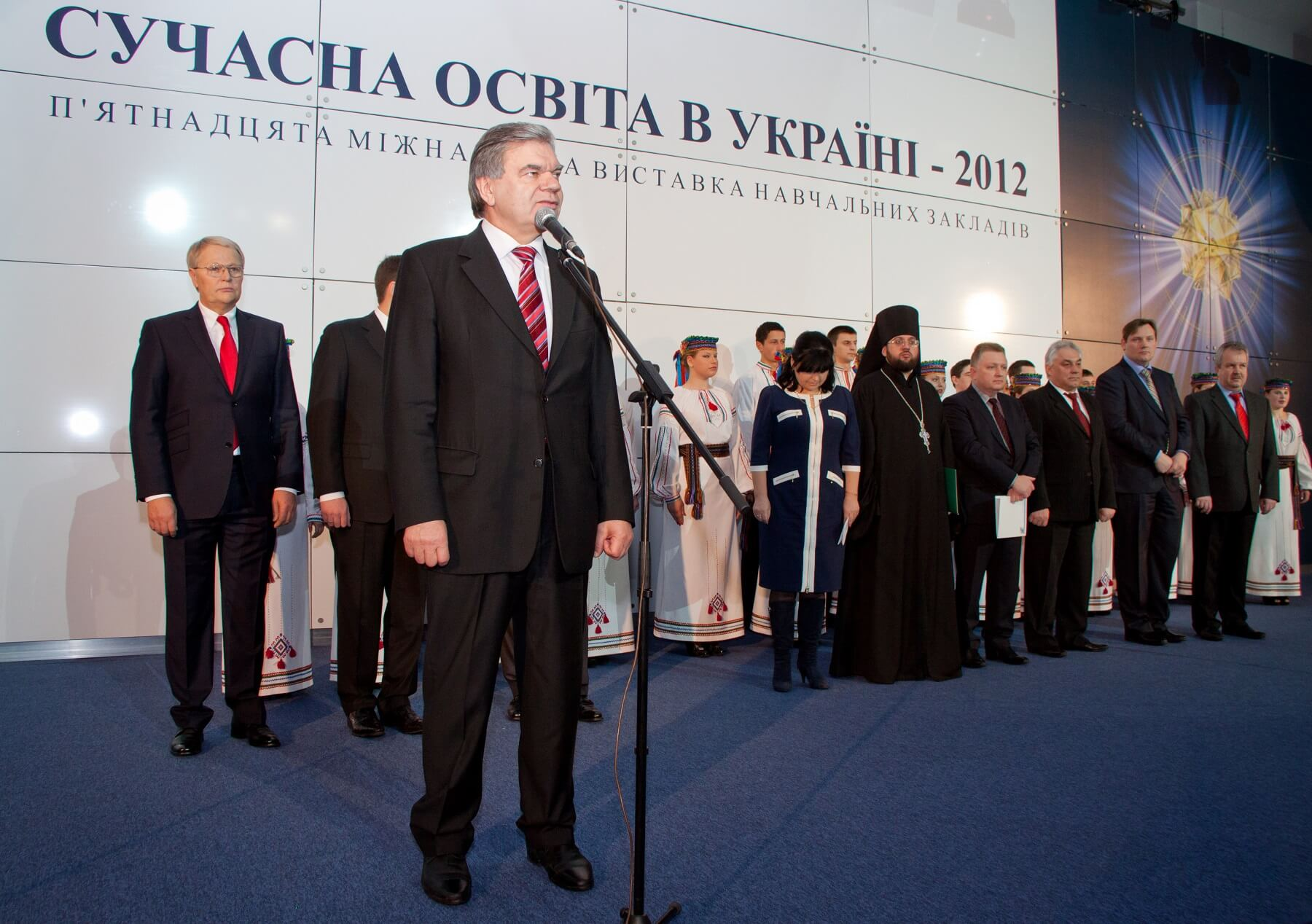
Кремень Василь Григорович відкриває виставку "Сучасна освіта в Україні 2012"

В 2013 році участь у заході взяли близько 500 навчальних закладів з 25 регіонів України, а також управління освіти, заклади післядипломної освіти, науково-методичні центри, видавці сучасних підручників, виробники технічних засобів навчання, автори інноваційних педагогічних технологій та міжнародні установи.
На відкритті виставки, як правило, були присутні Міністри освіти України. Зокрема, частим гостем заходу був Кремень Василь Григорович. 
Навчальні заклади брали участь з виставковими стендами на яких демонстрували свої досягнення та перспективи для абітурієнтів.  
За кілька днів роботи виставки, батьки та майбутні студенти мали змогу відвідати стенди всіх навчальних закладів, які їх цікавили, та ознайомитися з умовами вступу.  
У відвідувачів заходу була можливість спілкуватися безпосередньо із керівниками освітніх установ та дізнаватися усю необхідну інформацію про навчальний процес. 
Постійним інформаційним партнером виставки виступав освітній портал ОСВІТА.UA   

## Організатори
Організаторами виставки «Сучасна освіта в Україні» були:
- Міністерство освіти та науки України
- Національна академія педагогічних наук України[12]
- Київська торгово-промислова палата
- Виставкова фірма «КАРШЕ» (CARSHE)[13]

## Конкурсна програма
Захід мав широку конкурсну програму для підтримки закладів освіти і талановитої молоді. В 2012-тому та 2013-тому роках у рамках виставки «Сучасна освіта в Україні» проводилися наступні Всеукраїнські конкурси:
- Конкурс «Інновації в навчальних закладах». Був започаткований Дирекцією освітніх програм корпорації Intel[14] щоб відмітити досягнення та ініціативи, які найбільше сприяють розвитку ІКТ
- Конкурсу на кращий веб-сайт навчального закладу України «Веб-сайт – обличчя успіху». Організаторами виступали виставкова компанія CARSHE та Інтернет Асоціація України[15][16].
- Музичний конкурс молодих виконавців імені Івана Карабиця
- Конкурс академічного малюнку
- Архітектурний конкурс для студентів на кращий дипломний проект

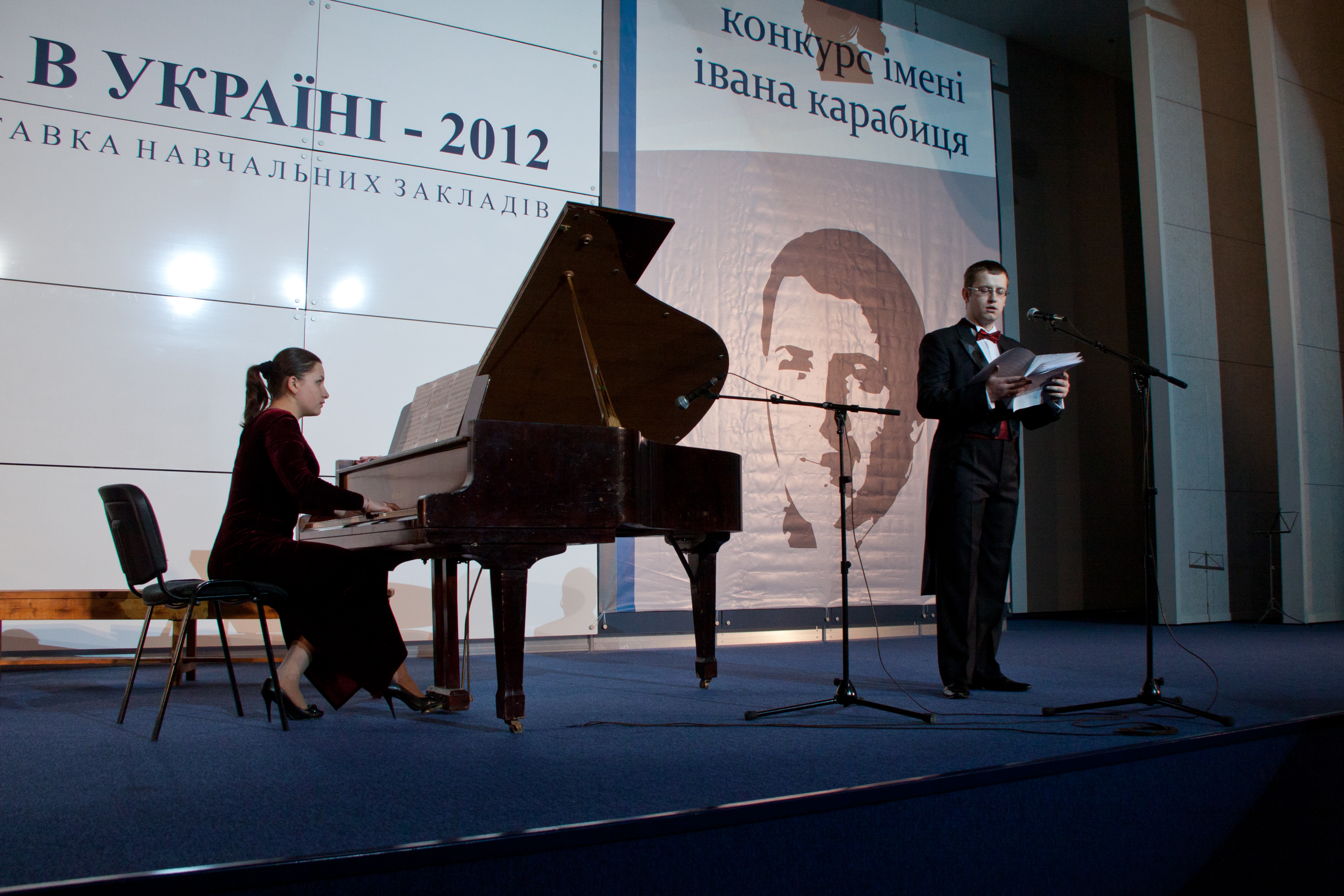
Виконання твору учасниками музичного конкурсу ім. Івана Карабиця

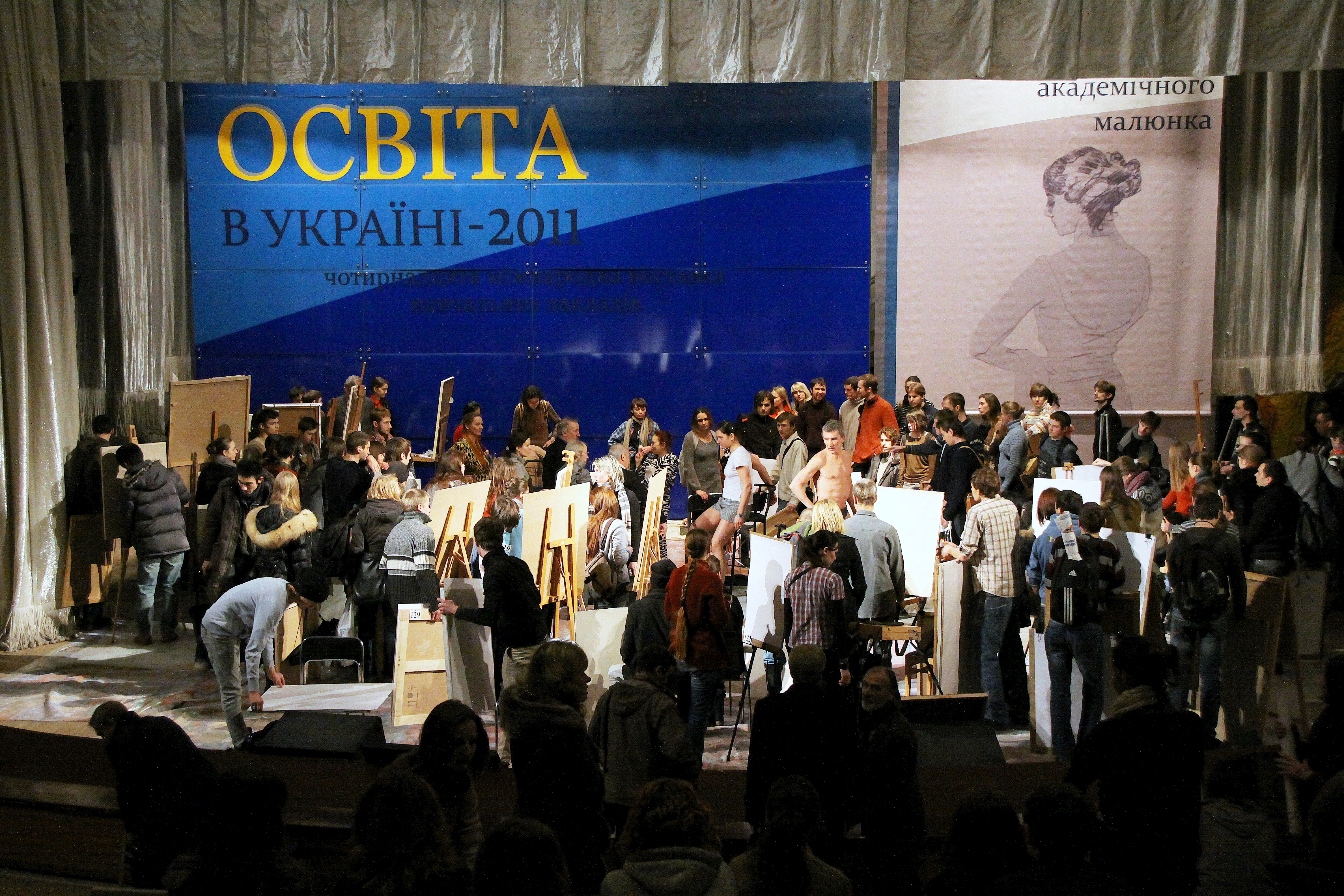
Фото з конкурсу академічного малюнку виставки "Сучасна освіта в Україні"

На щорічній виставці «Сучасна освіта в Україні» підводилися підсумки програм Міністерства освіти і науки України. Переможці отримували від міністерства медалі та дипломи.

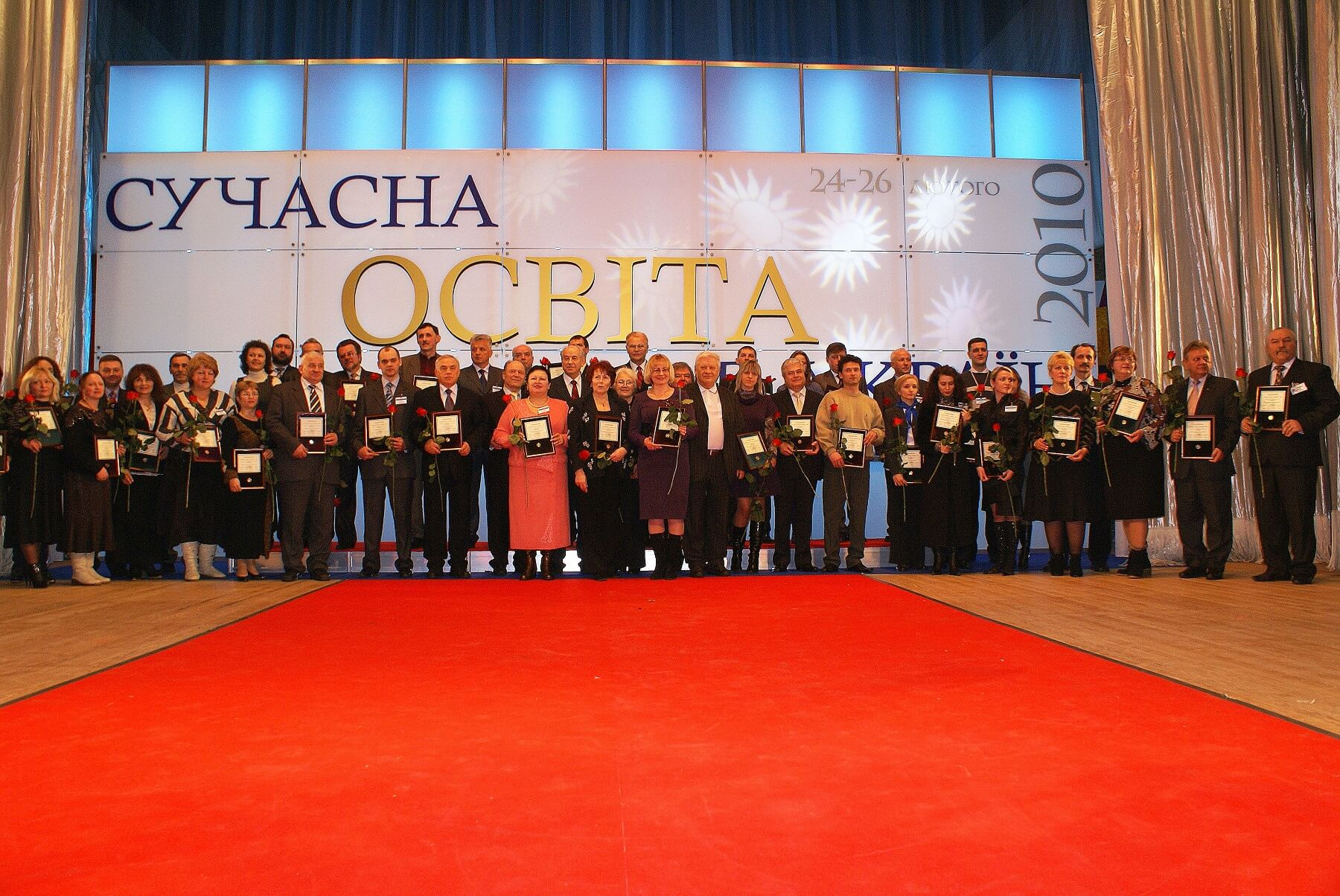
Урочисте нагородження переможців Всеукраїнських освітніх програм на виставці "Сучасна освіта в Україні 2010"

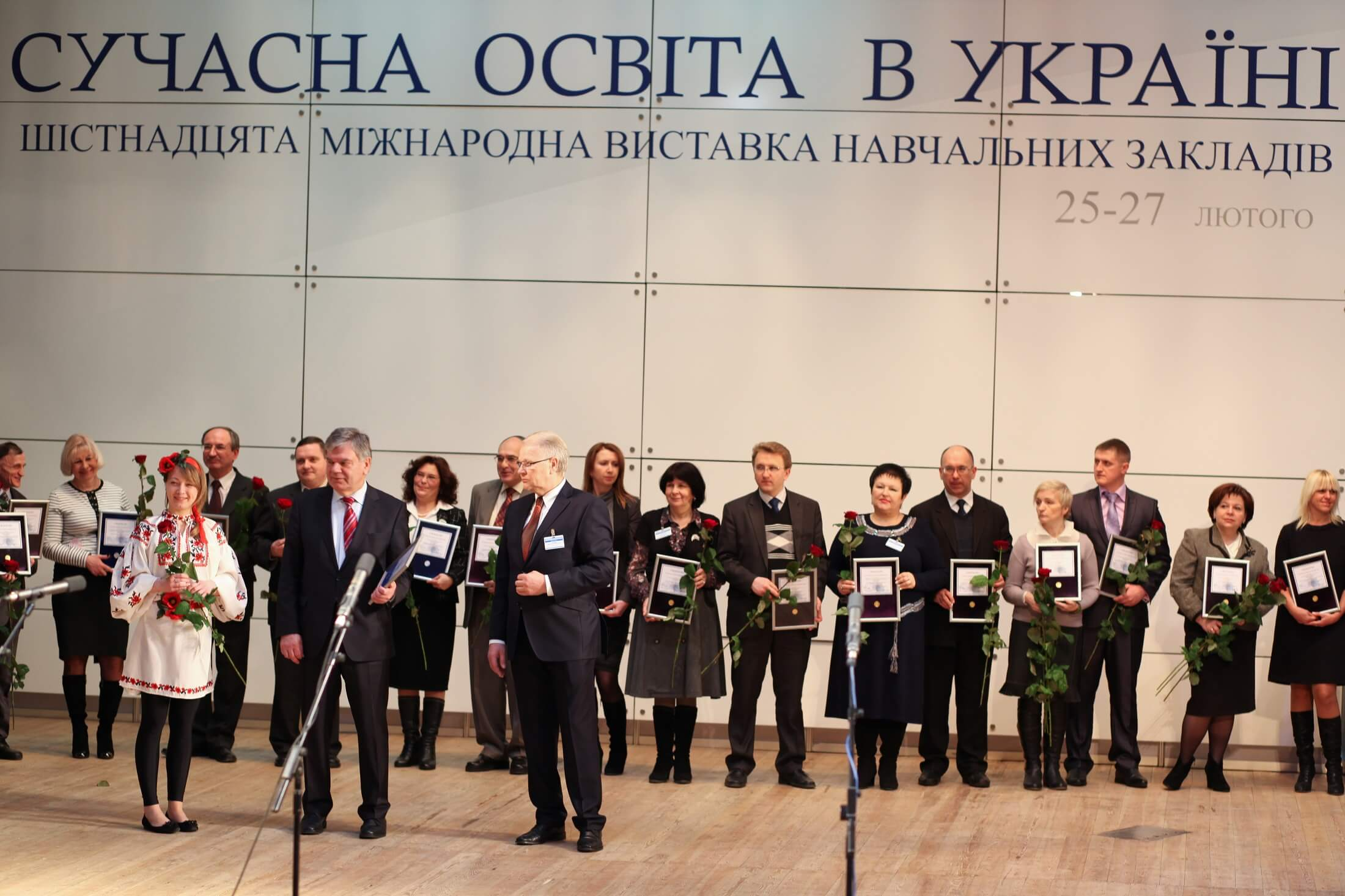
Нагородження переможців освітніх програм Міністерства освіти і науки України на виставці "Сучасна освіта в Україні 2013"